# خطیب (محله)

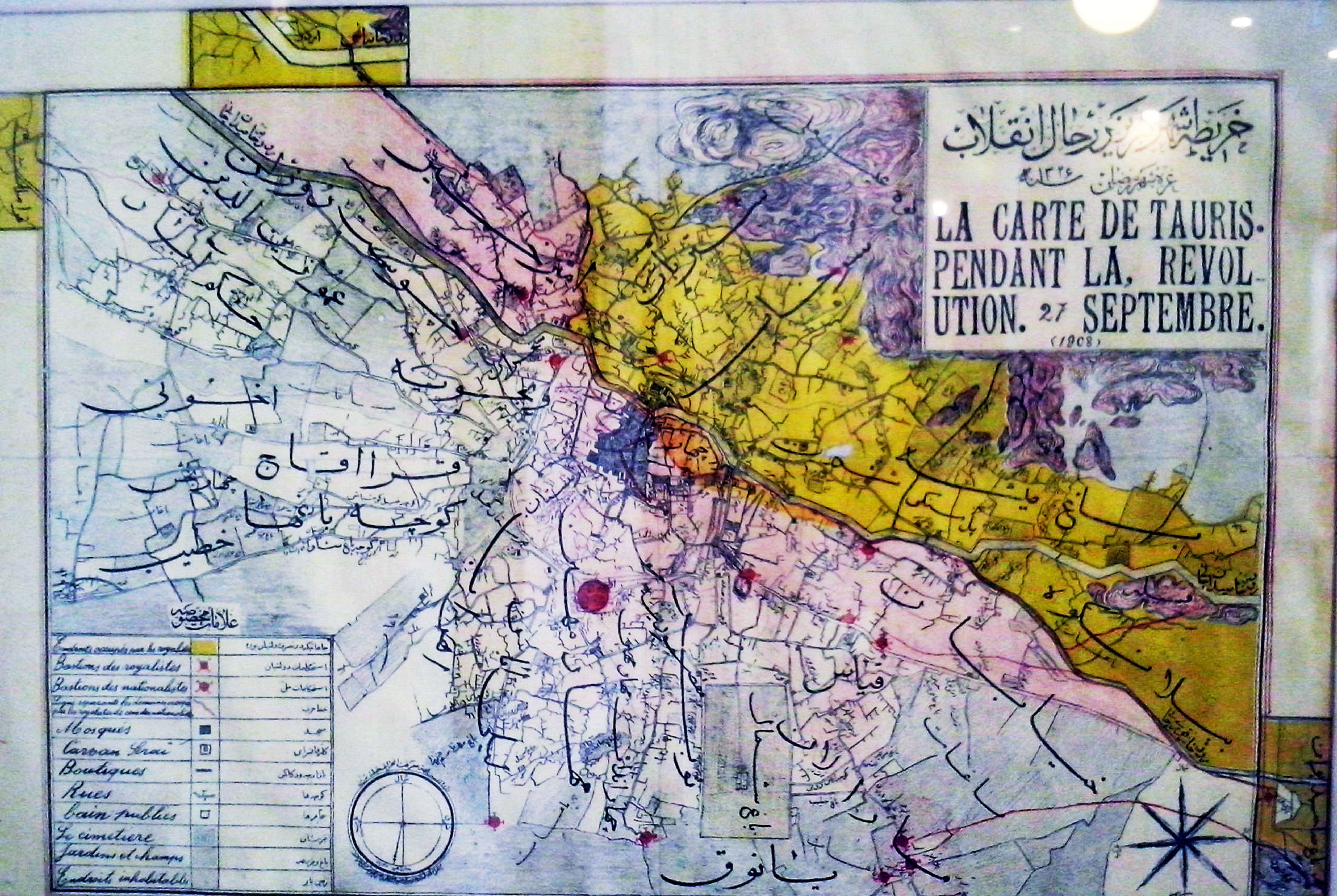
نقشه تبریز در زمان مشروطه 1908

یکی از قدیمی‌ترین محله‌های تبریز است. این محله از باغ‌شهرهای غرب تبریز بوده است. بنای محله خطیب به خطیب تبریزی معروف به صدرالدین برادر تاج الدین تبریزی منسوب است.
محله خطیب در زمان مشروطه
محله خطیب در زمان مشروطه نیز بسیار تاثیر گذار بود و ستارخان چندین بار برای سازماندهی نیروها شخصا در این محله حضور یافته بود. بی شک از نقش تاثیر گذار مجاهدین محله خطیب در زمان مشروطه نمی توان چشم پوشی کرد.
اهمیت ژئوپلیتیک محله خطیب
محله خطیب به خاطر قرارگیری در کنار جاده مواصلاتی تبریز به دیگر شهرها در آن زمان، از نظر ژئوپلیتیک نیز دارای اهمیت ویژه ای بود.
یحیی بن علی تبریزی
با کُنیهٔ ابوزکریا، شهرت‌یافته به ابن خطیب تبریزی (۱۰۳۰ - ۲۳ دسامبر ۱۱۰۵) (نسب: یحیی بن علی بن محمد بن حسن شیبانی) زبان‌شناس و شاعر عربی برجستهٔ ایرانی در سده سدهٔ پنجم هجری بود که برای اثرش دیوان حماسه شناخته می‌شود.
فرش دستباف تبریز (طرح خطیبی)
هرکسی که کم و بیش با فرش تبریز آشنایی دارد. بطور قطع و یقین طرح خطیبی را شنیده و نقوش پر رنگ و زیبای آن را دیده و ستوده هست. خطیبی بیش از 50 % فرش های بازار تبریز  را بخود اختصاص داده است. یکی از دلایل این امر، طراحی شدن برای رج شمار های مختلف می باشد بطوریکه از رج 30 تا رج 60 را شامل می باشد. این یعنی هر کسی با هر بودجه و قدرت خریدی امکان تهیه طرح خطیبی دلخواه خود را دارد. قالیچه طرح خطیبی که دارای 55 رج می باشد یعنی این که در هر یک سانتی متر به طور استادانه ای 8 گره بافته شده است. همچنین استفاده از ابریشم در نخ تار (چله)، متن حاشیه، متن اصلی فرش، گل ها. و بوته ها سبب بوجود آمدن محصول 90% ابریشمی شده است. استفاده از پشم اندک در این محصول به دلیل ایجاد نقوش برجسته در متن فرش می باشد.
یکی از دلایلی که این طرح را در بازار بسیار فراوان کرده ، کثرت طراحان کوچه بازاری فعال در این زمینه می باشد. که به راحتی با عوض کردن چند گل در متن یا حاشیه محصول ، طرح جدیدی را خلق میکند . گاهاً این نتیجه بسیار مطلوب تر از طرح اصلی و گاها طرحی خلق می شود که هزینه های تولید محصول را تلف میکند. البته داشتن رنگ آمیزی های متفاوت برای این طرح نیز دلیلی برای زیاد بودن این طرح در بازار می باشد. که هرکسی که شناخت کمی از فرش داشته باشد. میتواند با تغییر کارت رنگ فرش ، محصولی متفاوت از لحاظ رنگ آمیری ولی مشابه در طرح تولید کند.